# 다이 시지에
다이 시지에(Dai Sijie, 1954년 3월 2일 ~ )는 중국 태생의 프랑스의 소설가이자 영화 감독이다.